# Hotel Hauffe

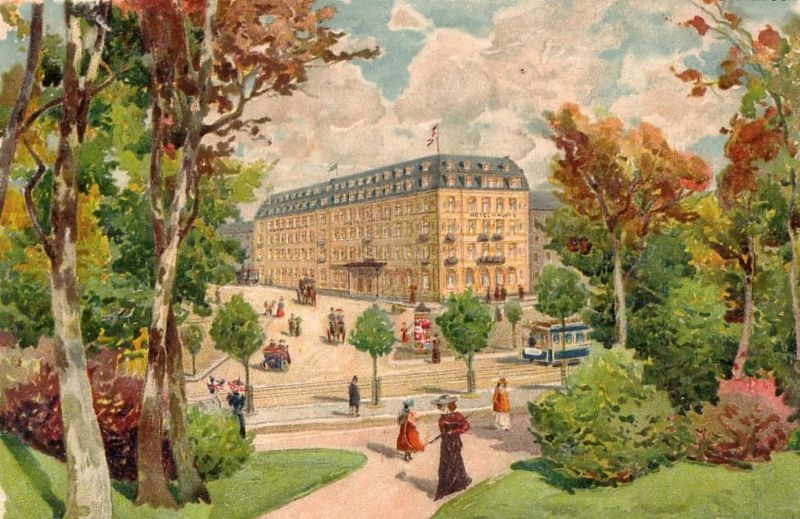
Das Hotel Hauffe am Promenadenring

Das Hotel Hauffe war im 19. und 20. Jahrhundert über 70 Jahre eines der führenden Hotels in Leipzig.

## Lage und Gestalt
Das Hotel war das Eckhaus der Roßstraße zum Roßplatz, seine Adresse lautete Roßstraße 15. Heute entspricht die Stelle etwa dem Durchgang durch die Ringbebauung zur Auguste-Schmidt-Straße, der ehemaligen Roßstraße. Es lag damit günstig zur Innenstadt, aber auch zu den Parkanlagen des Promenadenrings.
Das Haus hatte vier Stockwerke mit 19 Fensterachsen zur Roßstraße und mit fünf zum Roßplatz. Zwölf Achsen zur Roßstraße besaßen noch ein Souterrain, und das Dachgeschoss war vollständig für Personalunterkünfte ausgebaut.

## Geschichte
Das Hotel Hauffe wurde im Jahre 1869 erbaut. Es besaß über 100 Zimmer, Salons und Veranstaltungsräume sowie Restaurants.
In einer Werbeschrift um 1900 heißt es:
Seine Einrichtungen stehen ganz auf der Höhe der Zeit und gewähren der hier verkehrenden Fremdenwelt den erdenklichsten Komfort. ... Nicht zum wenigsten wird es dabei zum Besuch höchster Kreise erkoren. ... Durch alle Räume dieses in seiner Bewirtschaftung mustergültig angelegten Hotels geht der Zug des eleganten gemeinsam mit dem des praktischen; er findet seinen Ausdruck ebenso in den großen Salons der verschiedenen Geschosse, wie in der Reihe der Einzelräume und erstreckt sich bis auf die geradezu bestechenden Baderäume, über welche das Hotel verfügt.
Die Anwesenheit zahlreicher bekannter Persönlichkeiten im Hauffe lässt sich nachweisen. Im Winter 1888 logierte Pjotr Iljitsch Tschaikowski hier. Johannes Brahms ließ sich bei seinem Besuch einen Flügel in sein Zimmer stellen. Die Anwesenheit Eugen d’Alberts belegt ein Autograph vom 29. Oktober 1900 auf einem Bogen Briefpapier mit dem Briefkopf des Hauses. Max Reger studierte verschiedene Kompositionen im Hotel Hauffe noch am Abend seines Todes. Und auch Richard Wagner war hier.
Im März 1898 weilte auch Gerhart Hauptmann im Hotel Hauffe. Karl May besuchte es ebenfalls, aber erst, als er ein renommierter Schriftsteller war. Hier kam es Mitte August 1902 zum endgültigen Zerwürfnis seiner ersten Ehe. Außerdem war das Hauffe auch bis in die 1930er Jahre das Stamm-Etablissement Adolf Hitlers in Leipzig.
Eine Weltpremiere hatte das Hotel Hauffe aufzuweisen. Am 5. August 1891 wurde der weltweit erste American Express Travellers Cheque im Hotel Hauffe ausbezahlt. Eingelöst wurde er von William C. Fargo, dem Neffen von William G. Fargo, einem der drei Gründer der American Express Company.
1940 wurde das Hotel geschlossen, und die Verwaltung des Regierungsbezirks Leipzig zog ein. Beim Bombenangriff auf Leipzig am 4. Dezember 1943 wurde das Gebäude zerstört. Mit der Errichtung der Ringbebauung von 1953 bis 1956 wurde das Gelände überbaut.

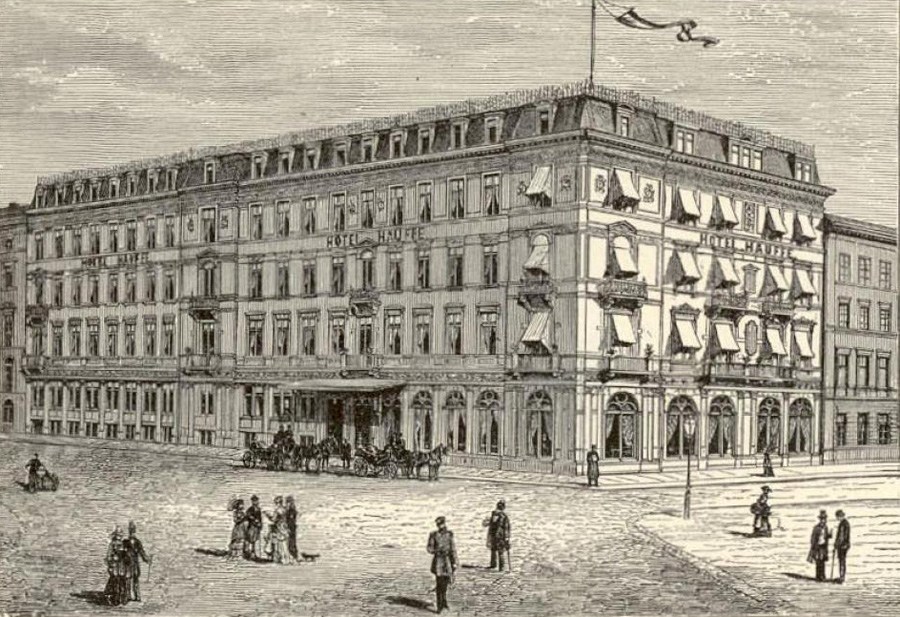
Das Hotel Hauffe um 1900
Der Roßplatz mit dem Hotel
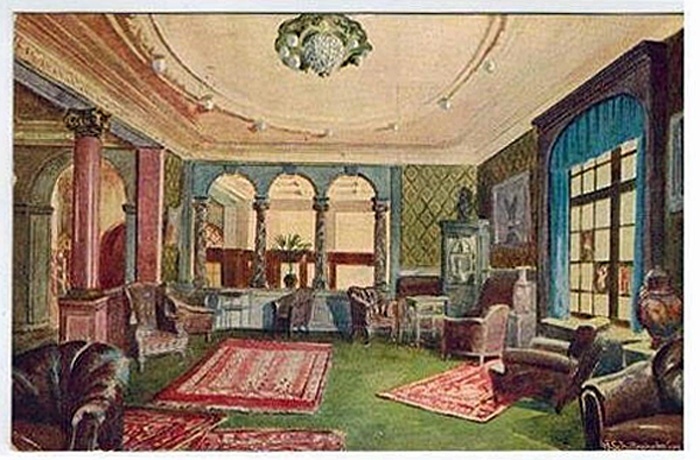
Die Hotelhalle
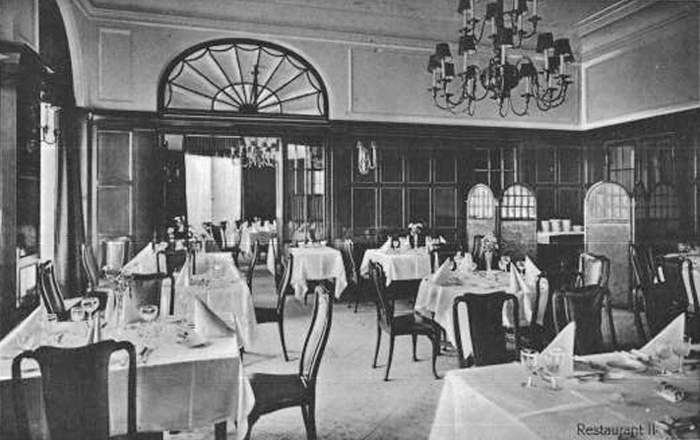
Eines der Restaurants
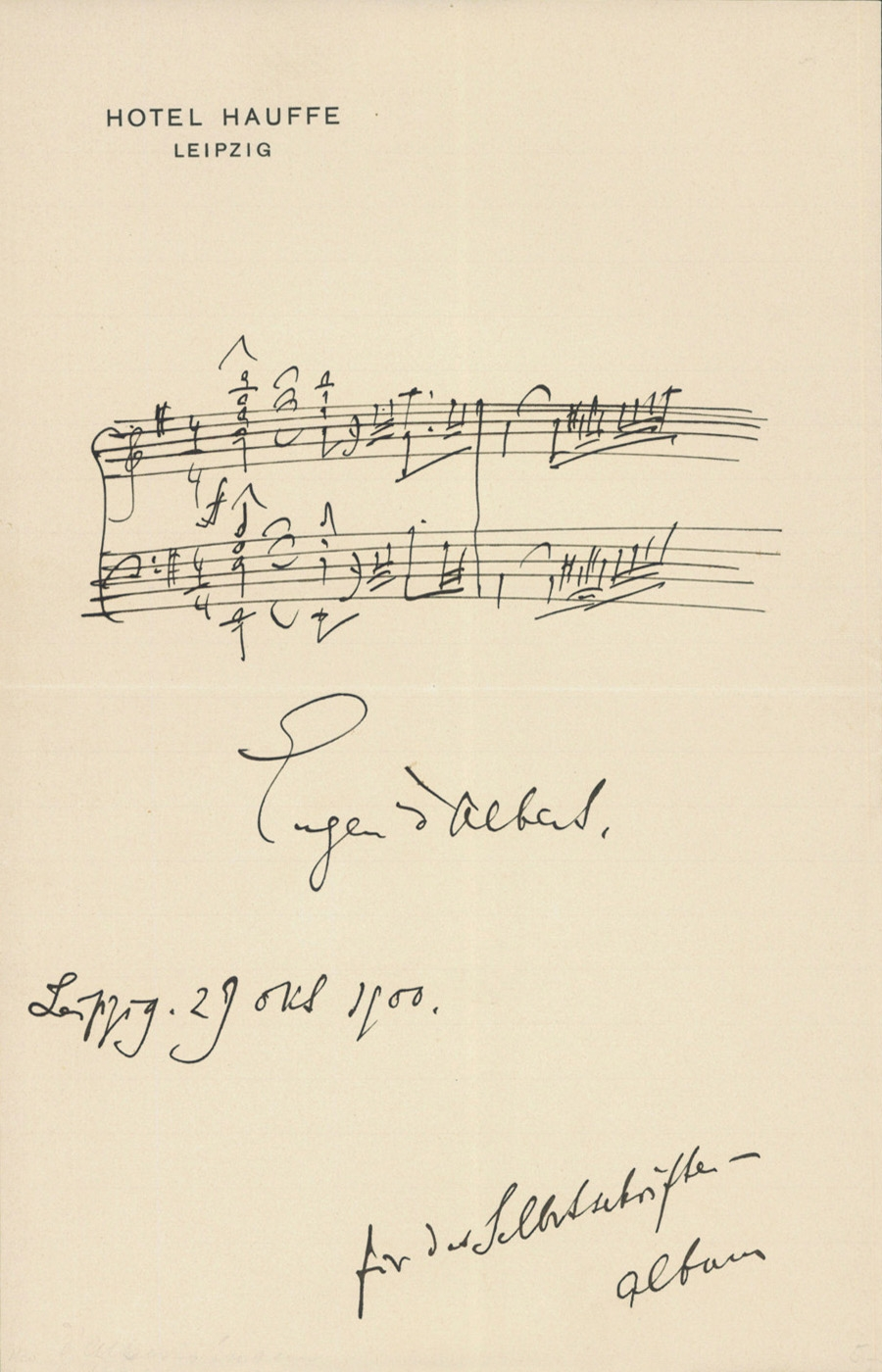
Autograph von Eugen d’Albert auf Briefpapier des Hotels